# Cnemaspis vandeventeri
Cnemaspis vandeventeri là một loài thằn lằn trong họ Gekkonidae. Loài này được Grismer, Sumontha, Cota, Grismer, Wood, Pauwels & Kunya mô tả khoa học đầu tiên năm 2010.